# Grand Prix BIB
Der Grand Prix BIB ist ein Literaturpreis, der alle zwei Jahre von einer internationalen Jury im Rahmen der Ausstellung Biennale der Illustrationen Bratislava (BIB) an Illustratoren von Kinder- und Jugendbüchern aus aller Welt verliehen wird.
Zusätzlich werden fünf „Goldene Äpfel BIB“, fünf „Plaketten BIB“ und eine bis drei Ehrenanerkennungen für einen Verlag verliehen.